# Benzion Weinstein

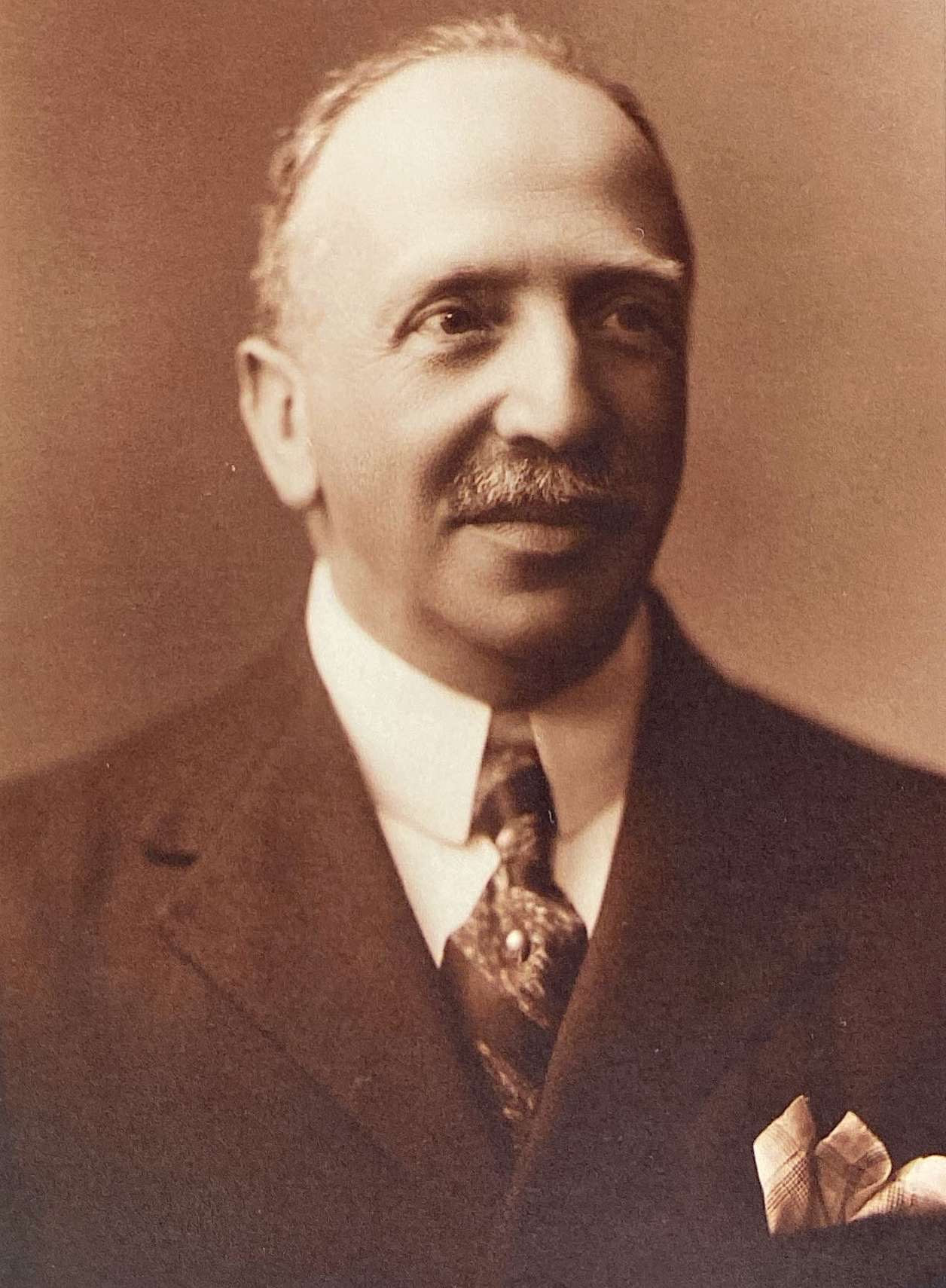

Benzion Levy Weinstein (13 de Novembro de 1825 --- 4 de Junho de 1911) foi um empresário alemão.
Figura séria e discreta que detinha o apoio do regime monárquico, financeiro e diplomático. Instalou-se em Portugal trabalhando durante vários anos ao lado de Martin Weinstein,[carece de fontes?] seu primo direito, com que tinha ótimas relações. O negócio da família, liderado pelos dois primos (Benzion e Martin Weinstein), dedicava-se ao comércio de produtos coloniais. Este fez com que a fortuna de sua família enriquecesse ainda mais.

## Família
Benzion Weinstein nascido e criado em Hamburgo na Alemanha. É filho de Bernhard Moses Weinstein (1825-1911), empresário, e Emma Levy Weinstein (1834-198); é irmão de Georg Weinstein, Julius Weinstein, Ludwig Weinstein, Alfred Weinstein, Selma Weinstein e Tita Weinstein. Casou com Marie Elise Wilehlmine Kukla (1877-1967).
É oriundo de Woerlitz, onde vivia sua família. Tem descendência judaica, tendo-se convertido anos depois para protestante.

## História
O Benzion nasceu numa casa em Erdmannsdorfstrasse 64 (anteriormente Judenstrasse), que seu avô Levin Alexander comprou em 1800. Na sua infância, ele frequentou a Luisensschule. Benzion era bastante talentoso e intelectual, tendo uma ligação fortíssima com negócios, talvez essa ligação ter vindo dos seus antepassados.
Na sua adolescência, trabalhou e aprendeu com seu pai, Bernhard Weinstein, em Hamburgo. Este comercializava mercadorias coloniais de Portugal, nomeadamente jóias. Há indícios de que poderá ter trabalhado para a casa reinante que tinha grande apreço pelos seus súbditos judeus. na realidade, o Príncipe Franz Von Anhalt-Dessau[carece de fontes?] financiou do seu próprio bolso a construção de uma nova sinagoga em 1789/1790.
Já mais tarde, com conhecimento e experiência, Benzion Weinstein recebeu um convite do seu primo direito, Martin Weinstein (localizado em Lisboa, Portugal), para se deslocar para Portugal, onde iria estar mais perto de seu primo e dos negócios de família. A empresa era chamada de Martin Weinstein & Co., antiga Marx Weinstein & Co. A empresa dedicava-se ao comércio de produtos coloniais.
Alguns anos se passaram, Benzion e Martin foram enriquecendo a riqueza da família. O bom nome que gozava Benzion fez com que lhe oferece o cargo de Cônsul do Império Alemão, da Argentina, do Chile e do Equador. O apoio dado pelo regime monárquico, financeiro e diplomático, foi-lhe oferecido um título nobiliárquico, tendo recebido igualmente a Ordem de Nossa Senhora de Vila Viçosa.
Preocupado com o caos que reinava em Portugal a seguir à queda da monarquia, os Weinsteins, Benzion e seu primo, acompanhados por Alfredo da Silva, encontraram-se em Paris com o El Rei D. Manuel II no sentido de lhe oferecer apoio financeiro para a restauração monárquica, que acabou por não ter sucesso.
Durante a Primeira Guerra, a família Weinstein teve de se mudar para Espanha. Sendo alemães foram obrigados a deixar Portugal deixando para trás os seus interesses em várias firmas, sobretudo, na CUF (Companhia de União fabril), da qual detinha a maioria das ações. Benzion, tinha também um grande interesse por arte. Assim, comprou obras de diversos pintores impressionista (Boudin, Signac, Max Libermann, etc.), mas também antiguidades e móveis (em Espanha). Estas antiguidades foram depois decoradas pelas suas diversas casas em Portugal.
Em 1917, morre seu primo direito, Martin Weinstein. Benzion assumio sozinho a responsabilidade dos negócios familiares.
Terminado a guerra, apenas uma vez levantadas as restrições aos cidadãos germânicos, já depois de 1920, regressariam os Weinstein a Portugal, onde muita coisa tinha mudado. Benzion Levy Weinstein era agora o único administrador de uma fortuna que resistiria bem aos conturbados anos que passaram, devido à atividade comercial que excelentes contactos nas mais importantes praças financeiras haviam permitido continuar. Foi, sem dúvida alguma, a diversidade das aplicações de capital que permitiu que a fortuna se mantivesse e até se desenvolvesse. Quantos aos bens de que disponham em Portugal, foram os poucos os que recuperaram. A perda mais significativa foi sem dúvida a posição de acionista maioritário que detinha na CUF. As atividades comerciais da Casa Weinstein continuaram a um ritmo satisfatório e procuraram adaptar-se a um mundo que mudava. A política colonial encorajava a exploração das riquezas africanas e as firmas especializadas nesses negócios foram-se organizando pouco a pouco. Ligado há muito tempo ao comércio de produtos coloniais, parecia natural que Benzion se interessasse pelas oportunidades que durante a década de 1920 surgiram.
Benzion já doente, faleceu. O comboio da vida teve que ser reduzido e o único filho que sobrevivia, Hans Bernhard Levy Weinstein.

## Cargos que ocupou
- Cônsul do Império Alemão, da Argentina, do Chile e do Equador
- Empresário de empresa de Comércio Colonial

## Ligações Externas
https://www.landeskirche-anhalts.de/assets/files/2015_faltblatt_toleranzweg.pdf
https://multikulti-dessau.de/sites/default/files/inline-files/Un-sichtbar-MKZ.pdf